# Аракальдо
Аракальдо (баск. Arakaldo (офіційна назва), ісп. Aracaldo) — муніципалітет в Іспанії, у складі автономної спільноти Країна Басків, у провінції Біская. Населення — 95 осіб (2009).
Муніципалітет розташований на відстані близько 310 км на північ від Мадрида, 12 км на південь від Більбао.

## Демографія
Динаміка населення (INE ):

## Галерея зображень

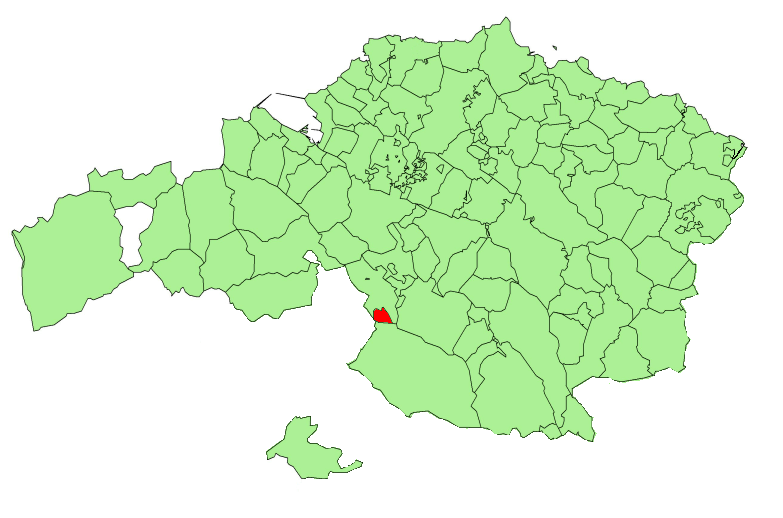
Розташування муніципалітету